# Angla
Angla is een plaats in de Estlandse gemeente Saaremaa, provincie Saaremaa. De plaats heeft de status van dorp (Estisch: küla).
Angla behoorde tot in oktober 2017 tot de gemeente Leisi. In die maand werd Leisi bij de fusiegemeente Saaremaa gevoegd.
Angla staat bekend om zijn vijf windmolens, die op de Molenberg staan. De secundaire weg Tugimaantee 79 loopt door het dorp.

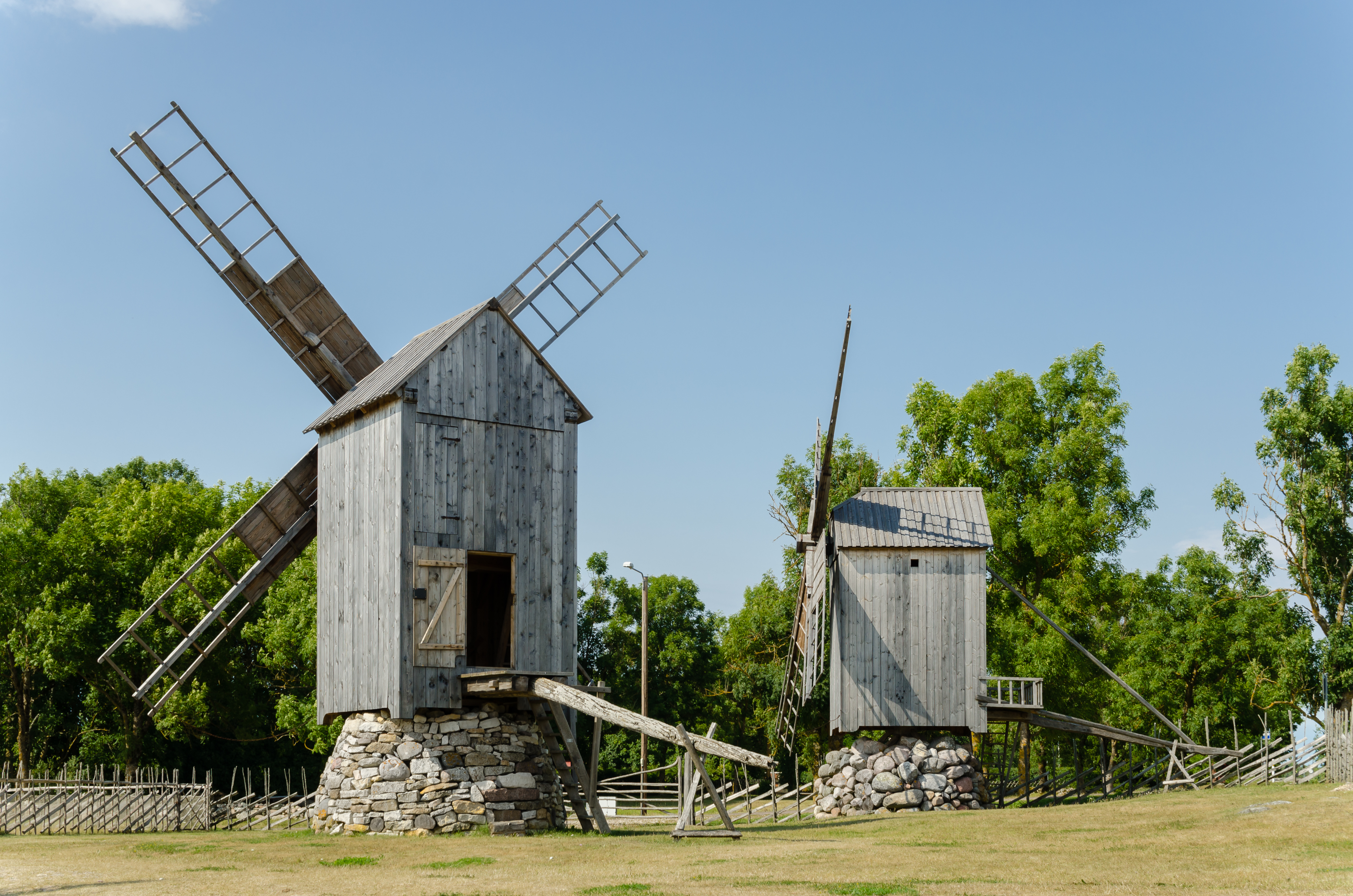
Molens bij Angla.

## Bevolking
Het dorp had 22 inwoners op 31 december 2011 en 18 inwoners op 31 december 2021.